# Mali
Mali vagy hivatalos nevén Mali Köztársaság (francia: République du Mali) nyugat-afrikai állam, a térség második legnagyobb országa. 1960-ig Franciaország gyarmata volt Francia-Szudán néven.
Az ország gazdaságának középpontjában a mezőgazdaság és a bányászat áll. Az egyik legjelentősebb természeti erőforrása az arany: a 2010-es években a harmadik legnagyobb aranykitermelő volt a kontinensen. Ennek ellenére a világ legszegényebb és legfejletlenebb országai között van.

## Etimológia
Mai nevét az egykori Mali Birodalomról kapta. A Mali név valószínűleg annyit tesz: a királyok földje.

## Történelem

### A kezdetek
Mali területe a paleolitikum korától lakott. A mai sivatag helyét egykor erdős, majd füves szavanna foglalta el egészen kb. Kr. e. 3500-ig. Ezután száradt ki a Szahara egész déli területe.

### Középkor
Kb. a 4. század elején a Felső-Niger és a Szenegál folyó között megalakult a Ghánai Birodalom . A fővárosa a mai Mauritánia délkeleti részén fekvő Kumbi-Szale  volt. Bukása után a Niger folyó felső szakaszán már a 11. század folyamán kialakult a Mali Birodalom, amely virágkorát a 14. században élte, Músza mansza  uralkodása alatt, aki sokak szerint máig a történelem leggazdagabb emberének számít.
Músza mansza kb. 1312-től az 1337-ben bekövetkezett haláláig uralkodott, ő volt a Mali Birodalom kilencedik manszája. Uralkodása alatt a birodalom területe a duplájára nőtt, és az ország gazdagságát jelentősen növelte a rabszolgakereskedelem által, ami a kor egyik legnagyobb jövedelmű üzletének számított, jóval az európai rabszolgakereskedők megjelenése előtt.
Az iszlám vallás elkötelezettje volt, de támogatta a vallásszabadságot. Amikor a Mali Birodalom belső ellentétek miatt elvesztette jelentőségét, a Szongáj Birodalom vette át szerepét. Az utóbbi jelentőségét a kereskedelmi utak áthelyeződése következtében vesztette el: amikor az európaiak megnyitották a tengeri útvonalat, a Szaharán átvezető karavánkereskedelem lehanyatlott. Amíg az virágzott, addig az említett birodalmak aranyat exportáltak a Földközi-tenger vidékére. A Nyugat-Szahara oázisainak sókereskedelmét is felügyelték. Jelentős volt a szerszámkészítés, a fegyverkészítés.

### Újkor
A területet a franciák az 1800-as évek végén gyarmatosították. 1914-ben Francia-Szudán néven Francia Nyugat-Afrika része lett. 1960. szeptember 22-én a Szudáni Köztársaság és a Szenegáli Köztársaság függetlenné vált Franciaországtól; együtt létrehozták a Mali Államszövetséget. A mai Mali Köztársaság 1960-ban jött létre, miután a Szudáni Köztársaság és Szenegál különvált.
Az első elnök Modibo Keïta lett. Kormányzata szocialista jellegű, államosító gazdaságpolitikát folytatott és szoros kapcsolatokat épített ki a szocialista országokkal. 1968-ban Moussa Traoré katonai puccsot hajtott végre, és diktátorként 1991-ig volt hatalmon. Egypárti államában tőkés jellegű gazdasági reformokat hajtott végre.
1985-ben az ország rövid határháborút vívott Burkina Fasóval.
Az 1992. évi demokratikus választáson Oumar Konarét választották elnökké, majd 1997-ben újraválasztották. Konaré küzdött a korrupció ellen és gazdasági reformokat vezetett be. 1999-ben csatlakozott az afrikai régiószervezethez.

### 21. század
Az ország 2000–2001-ben az ENSZ BT tagja volt. A 2002. évi demokratikus elnökválasztáson Amadou Toumani Tourét választották meg utódjául. A volt elnök Konaré lett az Afrikai Unió elnöke 2003-ban.
2012. március 21-én lázadó katonák újabb puccsot hajtottak végre és elfoglalták a stratégiailag fontos pontokat a fővárosban. A hatalmat pillanatnyilag is ők gyakorolják.
A 2012 januárjában kirobbant észak-mali konfliktusban  vezető szerepet játszottak a tuaregek, akik számos fegyveres felkelést robbantottak ki Mali és Niger területén szabadságjogaikért és az Azawad néven ismert terület birtoklásáért.
2020-ben és 2021-ben két puccs is történt az országban.

## Földrajz
Mali 65%-a sivatagos terület. Az ország északi része a Szaharában fekszik. Tengerpartja nincs; északon Algéria, keleten Niger, délen Burkina Faso és Elefántcsontpart, délnyugaton Guinea, nyugaton Szenegál és Mauritánia határolja.
Az országot földrajzilag 3 részre lehet osztani: Szahara, Száhel-övezet, Szudán.
Északon található sivatagi térséget az Erg-Chech (Ses-sivatag) homokdűnéi (az ország északi csücskében), a Taudenni térségében található sivatagi sóbetétek, valamint a Tanezrouft (Tanezruft) sziklás síksága jellemzik. Északkeleten a mintegy 600 méter átlagos tengerszint feletti magasságú Iforas-hegység erodált homokkővel fedett gránitplatója az algériai Ahaggar-hegység masszívumához tartozik.
A déli és középső területeket Niger folyó öntözi. Ségou és Timbuktu között a Niger egy folyamdeltát hoz létre, a Massinát.
A folyó menti településektől eltekintve a letelepült népesség a Hombori környéki fennsík és a Bandiagara-hegység lenyűgöző látványt nyújtó sziklaképződményei körül összpontosul.  Nyugaton fokozatosan lejt a folyóvölgy irányába, délkeleti végződését töredezett sziklafal alkotja.
Délkeleten a Guineai-küszöb peremhegységei húzódnak, az ország legmagasabb csúcsával (Hombori Tondo, 1155 m).

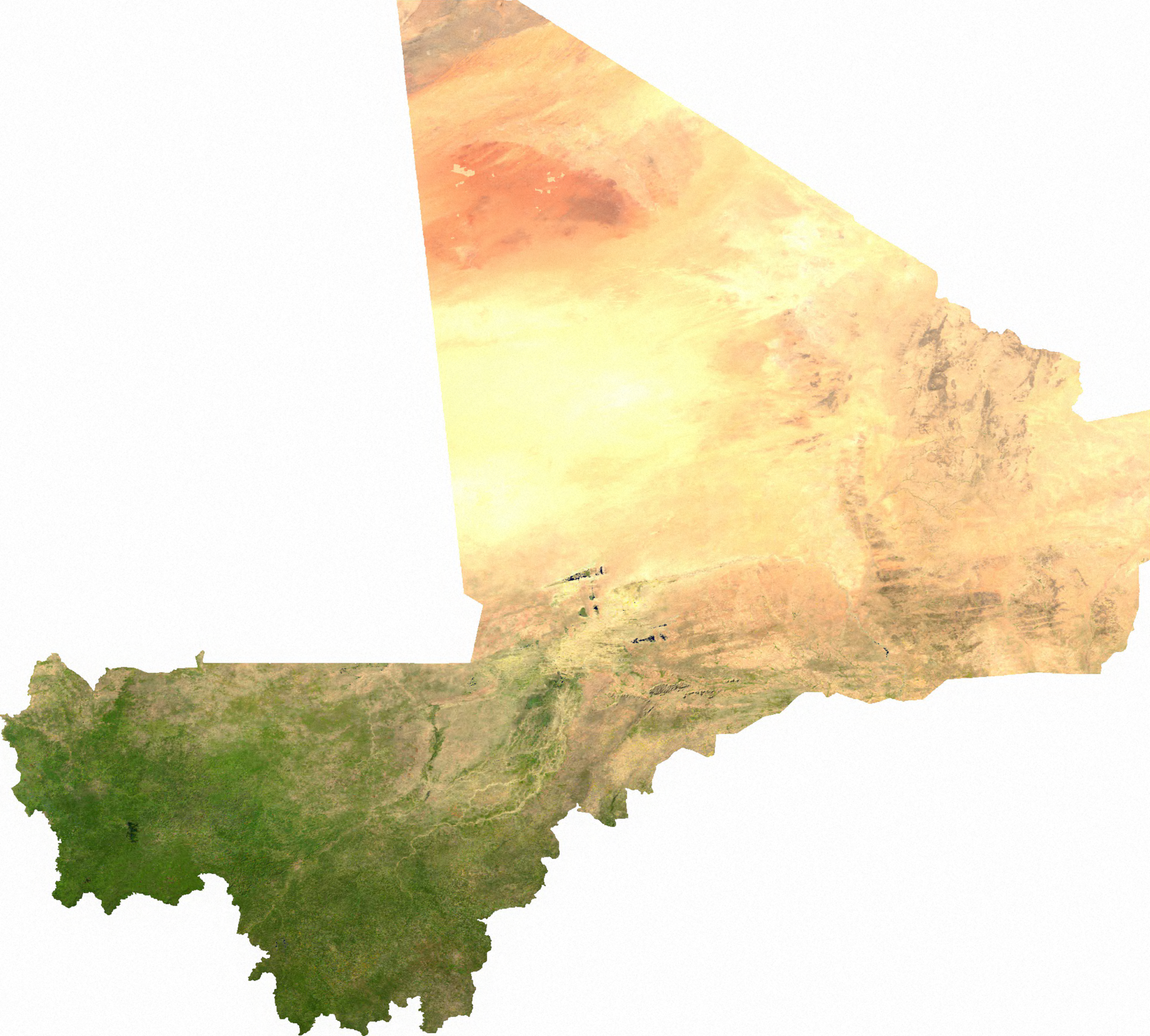
Műholdas kép

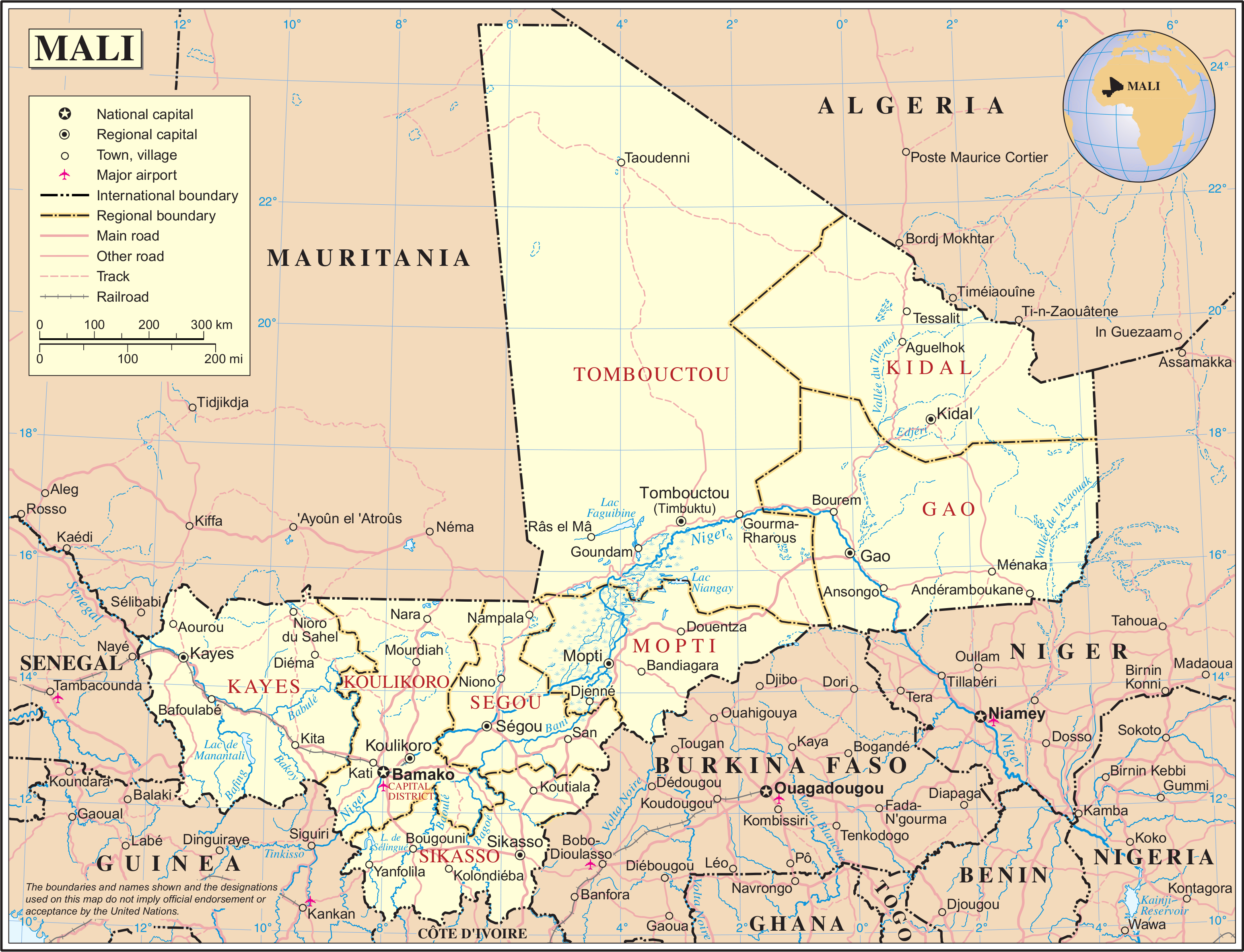
Politikai térkép a városokkal
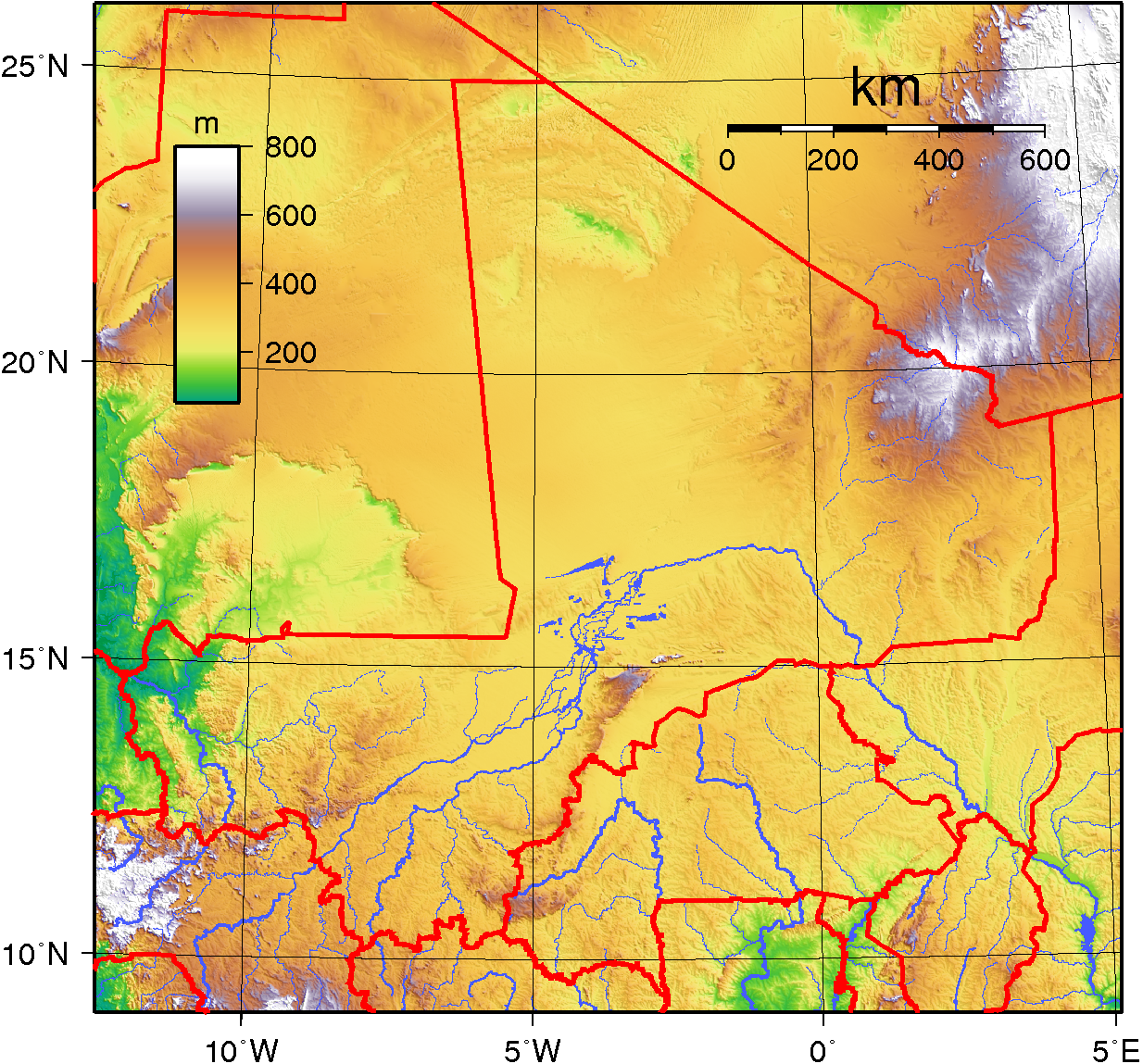
Domborzati térkép
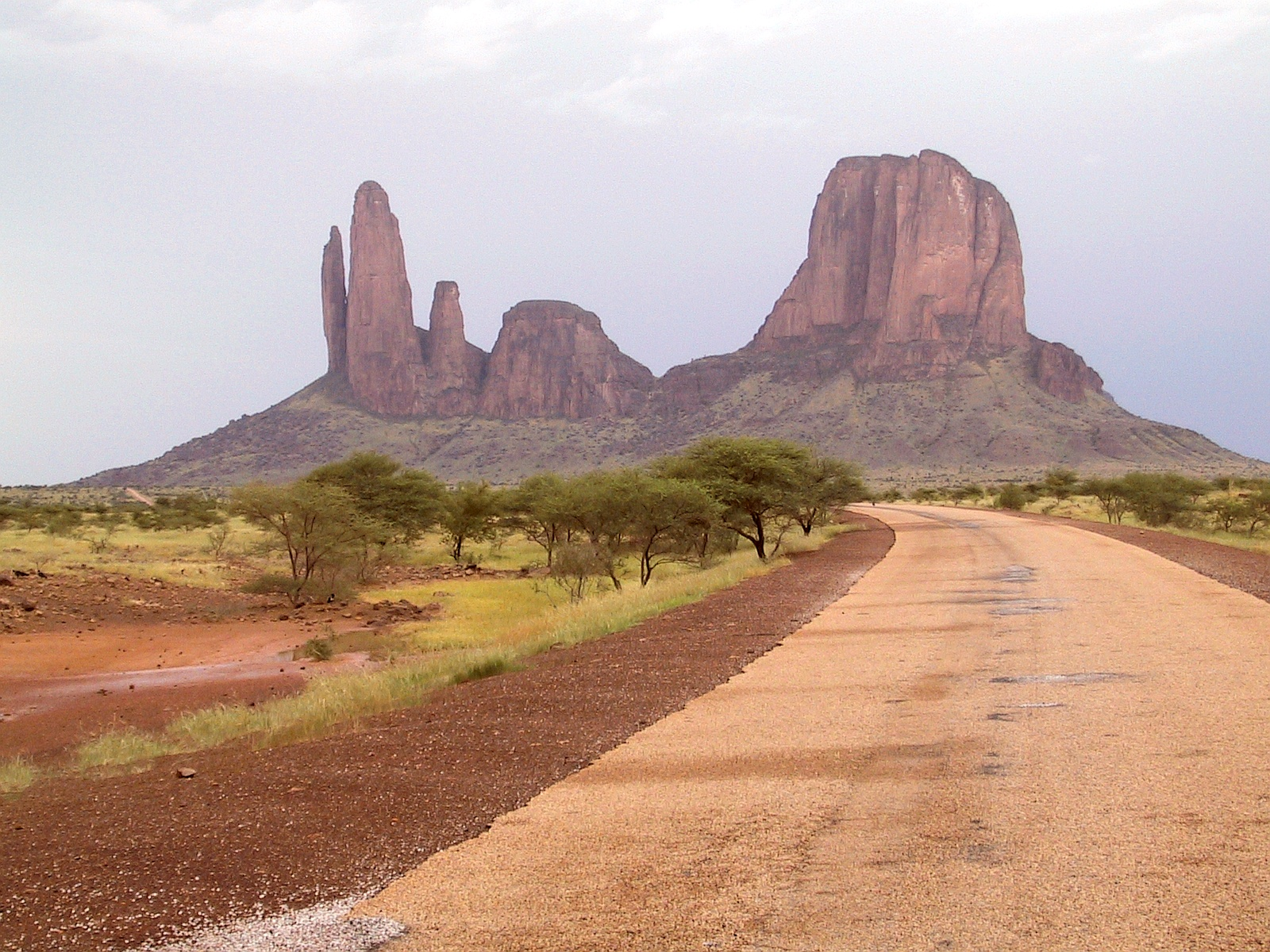
Tájkép az ország középső részén, Hombori mellett
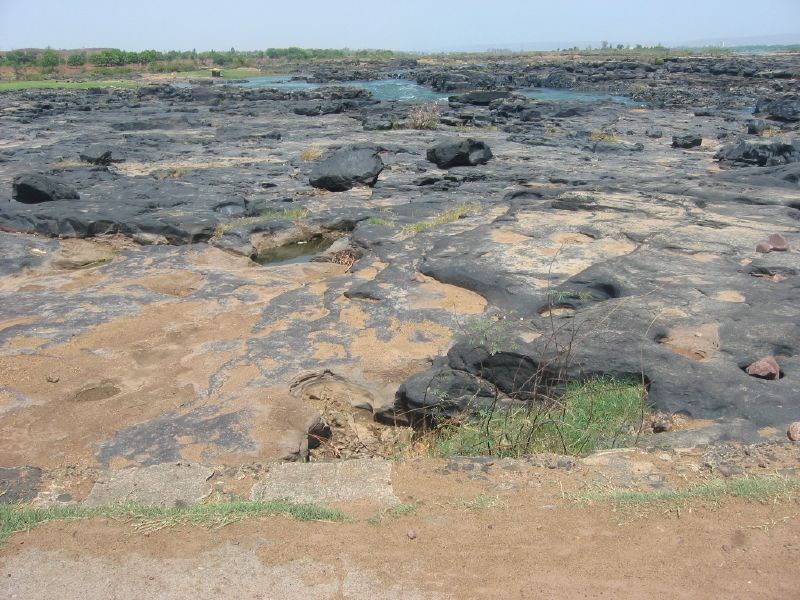
A Niger kiszáradt medre a száraz évszakban Bamakónál

### Éghajlat

Mali éghajlati térképe Köppen osztályozásán

A csapadékeloszlás, illetve a hőmérséklet éves jellemzői alapján három évszak különíthető el :
- február és június közötti évszak forró és száraz,
- június-november között csapadékosabb és viszonylag enyhe,
- novembertől februárig tart a száraz és hűvösebb időjárás.

A Köppen-osztályozás alapján 
- az ország északi felét a forró sivatagi éghajlat jellemzi (BWh),
- ettől délre található, az ész. 12° és 16° között a félszáraz (szavanna) övezet (BSh),
- az ország délnyugati végében a trópusi nedves szavanna éghajlat (Aw – a térképen kék színnel).

A januári középhőmérséklet 10-20 °C. Júliusban 30-35 °C az átlag, de akár az 50 °C-ot is elérheti.
Az eső általában 7-12 hónapig nem esik. Észak felé haladva egyre hosszabb a száraz évszak, és egyre kevesebb a csapadékmennyiség. Timbuktuban az évi csapadék már csak 180 mm körüli, melynek zöme júl-aug-ban  hull le.
A déli országrészben januárban 20-25 °C, ritkán 25 °C felett. Nyáron 30 °C körüli, de a 35 °C is elképzelhető. Itt az esős évszak június végétől november végéig tart. Ilyenkor kiárad a Niger folyó.

### Élővilág, természetvédelem
Maliban dél felé haladva a sivatagot felváltja a Száhel-övezet füves pusztája, majd a fű egyre magasabb, a vízfolyások mellett galériaerdők jelennek meg: a táj fokozatosan átmegy a szudáni szavannákba.
A fás szárú növények közül említendő a néré , a karite , a cailcedra  és a kapioka. A Szahel-övezet és Szudán határzónájára a sztyeppe természetes növényzete jellemző: többek között olyan, a szárazságot jól tűrő fafajták, mint a baobab (majomkenyérfa), a dumpálma , amelyeket északabbra fokozatosan felváltanak a szárazsághoz jobban alkalmazkodott rövid, tüskés levelű növények: a mimóza, az akácia, és a fűfélék családjába tartozó Cenchrus biflorus. 
Az állatvilága változatos. Legnagyobb számban a patások és a ragadozók fordulnak elő. A főemlősök közül megtalálható a guineai pávián és a nyugati csimpánz. Előfordul itt az oroszlán, a gepárd, a szervál, a foltoshiéna, a sivatagi róka, az afrikai vadkutya. A nagytestű növényevőket az elefánt és a zsiráf, a kisebb növényevőket antilop- és gazellafajok képviselik. 
Egykor gazdag állatvilágának maradványai a nemzeti parkokban élnek. 

#### Nemzeti parkjai
Kiterjedt természetvédelmi rendszerrel bír az ország. Különösen a Niger folyó mocsárvilágában jelöltek ki sok, különféle természetvédelmi területet.

#### Természeti világöröksége
- Bandiagara szirtjei – azonos terület a „dogonok földje” nevű kulturális világörökséggel.

## Államszervezet és közigazgatás

### Alkotmány, államforma
Félelnöki rendszerű köztársaság. 2021-ben Assimi Goïta egy katonai junta élén irányítja az országot.

### Politikai pártok

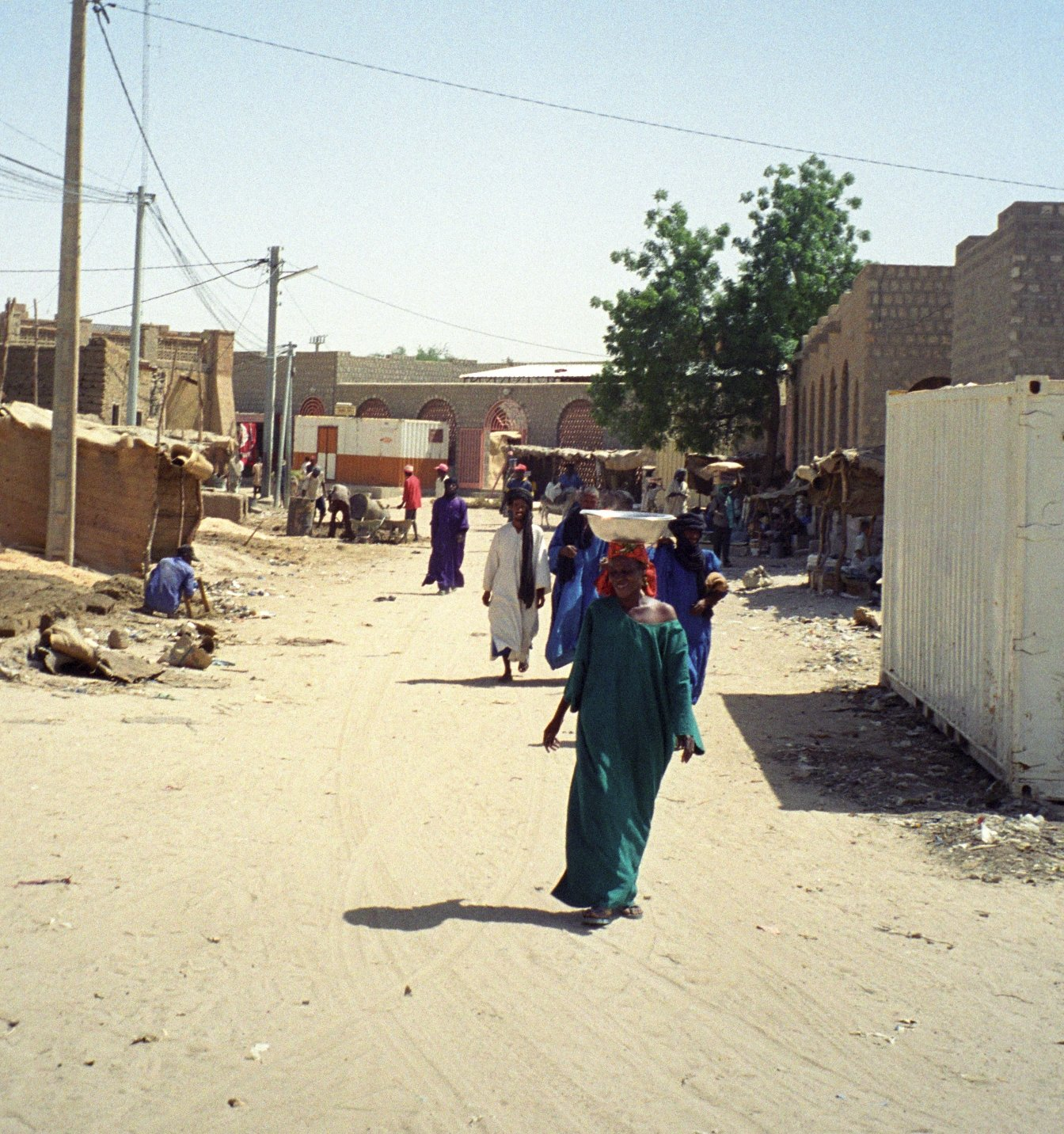
Timbuktui utcakép

- ADM vagy „Adema” (Alliance pour la Démocratie au Mali)
- CCD
- PARENA
- UDPM (Union Démocratique du Peuple Malien)
- US-RDA (Union Soudanais/Rassemblement Démocratique Africain)

#### Elnökök
- 1960–1968: Modibo Keïta
- 1968–1991: Moussa Traoré
- 1991–1992: Amadou Toumani Touré
- 1992–2002: Alpha Oumar Konaré
- 2002–2012: Amadou Toumani Touré
- 2012: Amadou Sanogo
- 2012–2013: Dioncounda Traoré
- 2013–2020: Ibrahim Boubacar Keïta[19][20]
- 2020: Assimi Goïta[21]
- 2020–2021: Bah N’Daw (Bah N’Daou)[22]
- 2021: Assimi Goïta[23][24]

### Közigazgatási beosztás
| Mali régiói és körzetei | Az országot 8 régió és a fővárosi körzet alkotja. - Gao - Kayes - Kidal - Koulikoro - Mopti - Ségou - Sikasso - Timbuktu (franciául Tombouctou) - Bamako körzet |

### Védelmi rendszer
Aktív katonai szolgálatban: 7350 fő (2007). A lakosságra fejenként jutó kiadás évi 10amerikai dollár.

## Népesség

### Népességének változása
| Lakosok száma | 5 098 942 | 5 435 158 | 5 893 113 | 6 615 058 | 7 405 201 | 8 130 473 | 9 462 256 | 11 572 936 | 15 370 000 | 20 250 833 |
|               | 1960      | 1966      | 1972      | 1979      | 1985      | 1991      | 1997      | 2004       | 2010       | 2020       |

### Legnépesebb települések
Bamako, Sikasso, Ségou, Mopti, Koutiala.

### Etnikai megoszlás
A lakosság több mint 30 féle népcsoporthoz tartozik: bambara 34,1%, fuláni (fulbe) 14,7%, szarakole (maraka) 10,8%, szenufo 10,5%, dogon 8,9%, malinke 8,7%, bobo 2,9%, szongai 1,6%, tuareg 0,9%, egyéb (khassonké, mauren, dioula stb). (2012)

### Nyelvi megoszlás
A hivatalos nyelv a francia, de további kb. negyven nyelvet használnak. Az ország lakosságának mintegy 80%-a beszél bambara nyelven, amelyik az egyik fő közvetítőnyelv.

### Vallási megoszlás
A lakosság 94,8%-a muszlim, 2,4% keresztény (főleg római-katolikus), 2% animista, hagyományos hitű. (2009-es becslés)
Az országban gyakorolt iszlám liberálisabb szellemiségű, mint a szomszédos államokban: a nők nem viselnek fátylat, többnyire elfogadott az alkohol- és a sertéshús
fogyasztása. A szigorú vahhábita irányzatot csak a hívők mintegy 5%-a követi, több mint fele (55%) sem a szunnita, sem a síita irányzattal nem azonosul. 

### Szociális rendszer
A lakosság 29%-a alultáplált (a szükséges napi minimum 1800 kalória fogyasztást feltételezve). A lakosság fele nem jut tiszta ivóvízhez.

## Gazdasága

### Általános adatok

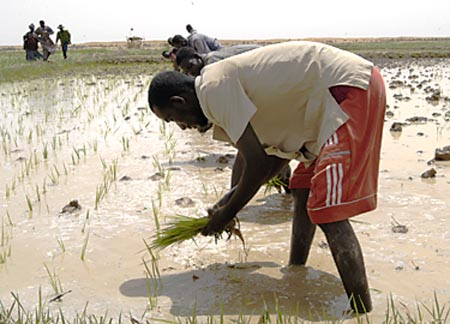
Rizs-palántázás

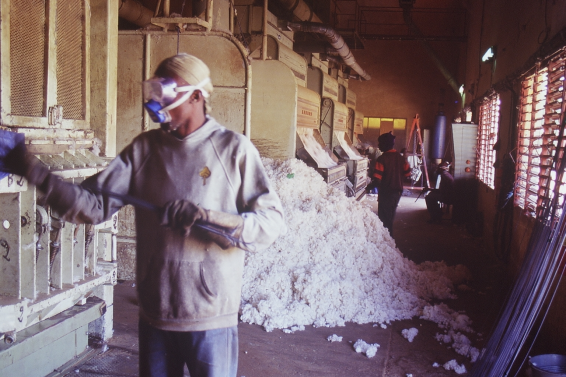
Gyapot-feldolgozás egy üzemben

Mali a világ egyik legszegényebb országa. 1996–98 között több aranybányászati cég is növelte itteni kitermelését, így Mali a következő években jelentős aranyexportőrré is válhat.
- A GDP összetétele szektoronként 2014-ben: mezőgazdaság: 38%, ipar: 23,3%, szolgáltatások: 38,7% [28]
- GDP (reál) növekedési üteme: 5,9% (2014-ben)
- A lakosság foglalkozása 2005-ben: mezőgazdaság: 80%, ipar és szolgáltatások: 20%. A népesség 36%-a él szegénységi küszöb alatt (2005-ben).

#### Mezőgazdaság
A mezőgazdaság délen összpontosul, főleg a Niger és a Szenegál folyók mellett. 
A lakosság ellátása szempontjából legfontosabb kultúrnövény a rizs, amelynek öntözéses művelést igénylő elsődleges vetésterülete Ségou és a mauritániai határ között helyezkedik el. 
Hagyományosan a kisüzemi keretek határozzák meg a mezőgazdaság szerkezetét, ahol a művelés alá vett terület kb. 90%-án élelmiszernövényeket termesztenek (2010). A gazdaságban meghatározó szerepet játszik a gyapot, amelyben Mali Egyiptom és Szudán után a 3. legnagyobb afrikai termelő. 

Főbb mezőgazdasági termények és tenyésztett állatok: köles, rizs, cirok, gyapot, jamgyökér, manióka; kecske, juh, szarvasmarha, teve.
A mezőgazdasággal vagy halászattal foglalkozók aránya kb. 80%; a népesség 10%-a nomád életmódot folytat.[mikor?]

#### Ipar
Az ipar nagyrészt a mezőgazdasági termények feldolgozására épül. Az ország gazdasága jórészt külföldi segélyektől függ, és érzékenyen reagál egyik fő exportcikke, a gyapot árának világpiaci változásaira.
Fő ágazatok: élelmiszer-feldolgozás; építőipar, cementgyártás; foszfát- és aranybányászat
Jelentős a kézműipar (ruházati cikkek, kerámia, kosarak, fafaragványok). 

#### Kereskedelem
Főbb külkereskedelmi termékek és partnerek 2016-ban:
- Import: kőolaj, gépek és berendezések, építési anyagok, élelmiszer, textiláru
- Import: Szenegál 12,2%, Kína 12,2%, Franciaország 10,3%, Benin 8,6%, Elefántcsontpart 8,4%
- Export: (a három fő termék:) arany, gyapot, élő állat.
- Export: Svájc 30,4%, India 12,2%, Ukrajna 5,1%, Kína 5,1%, Burkina Faso 4,9%, Szenegál 4,3%, Franciaország 4%, Dél-Afrika 4%

## Közlekedés

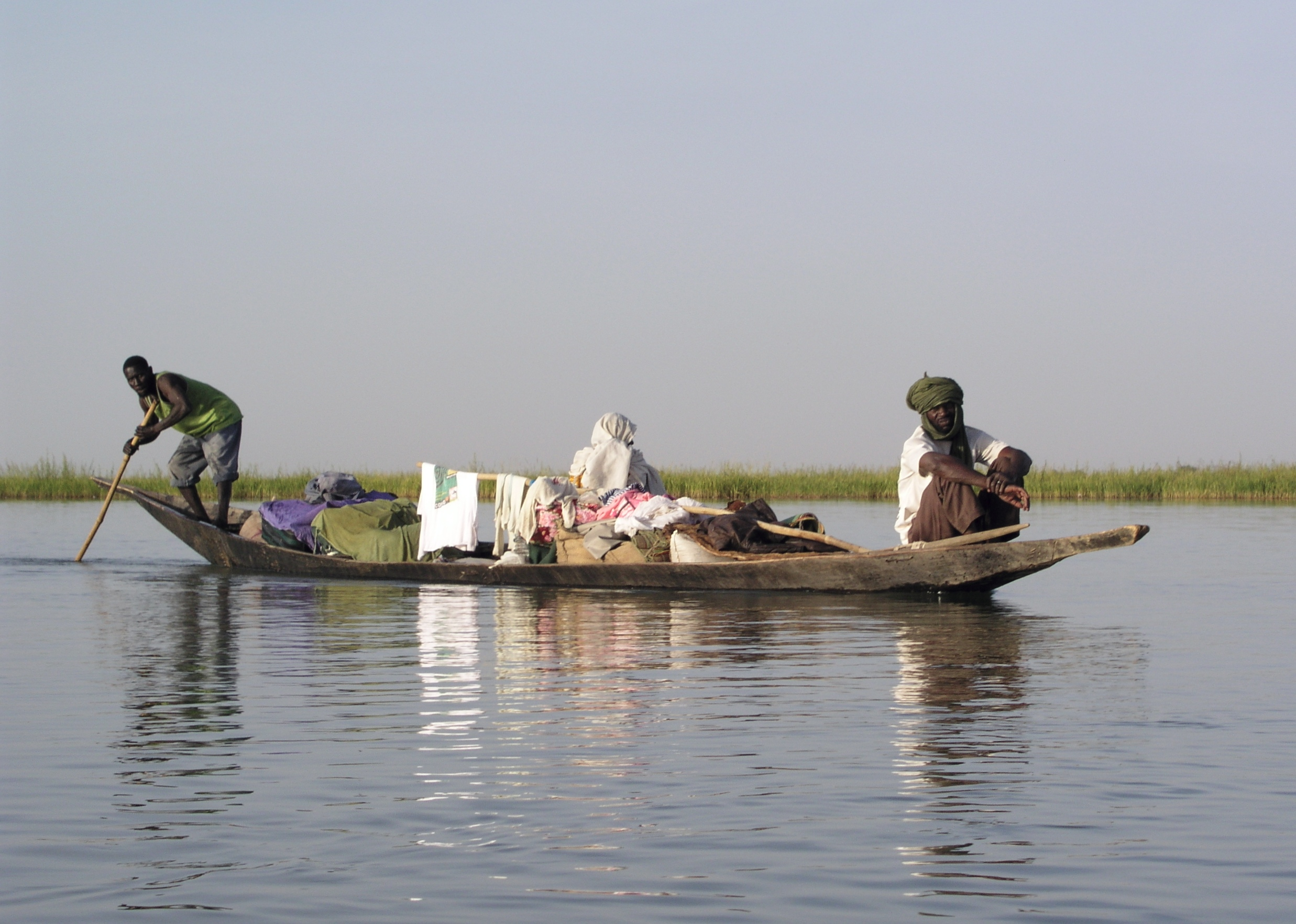
Csónak a Niger folyón

Vasút: 729 km, az utak hossza: 18 709 km (ebből 18% burkolt).
A legfontosabb kötúti kapcsolata Bamakótól az elefántcsontparti Abidjanhoz vezet.
Az Európai Fejlesztési Alap finanszírozza a Bamako és a szenegáli Dakar közötti összeköttetést. Szintén vannak tervek a Malit és Algériát összekötő transz-szaharai út kiépítésére.
A déli régióban a természetes vízfolyások, az északi (sivatagi, félsivatagi) régióban pedig a teve szerepe változatlanul fontos. 

### Légi
- Bamako-Sénoui nemzetközi repülőtér

## Telekommunikáció
| Hívójel prefix | TZ |
| ITU zóna       | 46 |
| CQ zóna        | 35 |

## Kultúra
Mali (hasonlóan más Fekete-Afrika-i országokhoz) nem a filharmonikusairól híres. Az igazi szórakozást itt az utca jelenti. Az utca az a képzeletbeli színpad, amelyen minden járókelő szereplő is egyben. Az állandóan változásban levő élet színdarabja van műsoron. A családok kiterjedtek, nem három-négy személyből, hanem akár harminc-negyven főből állnak, állandó a jövés-menés, és az utca történéseiről sem akar lemaradni senki. Ez a hatalmas szappanopera. Az asszonyok az utcán főznek, festik a kelmét, az autentikus afrikai szövetet, melyből hagyományos viseletük készül. A legtöbb asszony a fején hordja az eladásra szánt portékáját, miközben folyamatosan az utcát járja. Az egész utca egy nagy, színes forgatag. Ameddig a szem ellát, mindenhol kecskék, férfiak, nők és gyerekek. Mosolyok, köszöntések, üdvözlések minden irányból. Nincs ideges, türelmetlen megnyilvánulás, depressziós arc.
Errefelé nem divat megsérteni a másikat vagy dehonesztáló kijelentést tenni valakire. Itt elég, ha huzamosabb ideig nem tesznek pozitív gesztust egymás felé és ebből tudják, hogy valami baj történt, rendezni kell a nézeteltérést. Ugyanakkor a társadalmat átszövi a korrupció, a lopás és nyerészkedés. A széles néptömegekhez a nemzetközi segélyek csekély töredéke jut csak el.

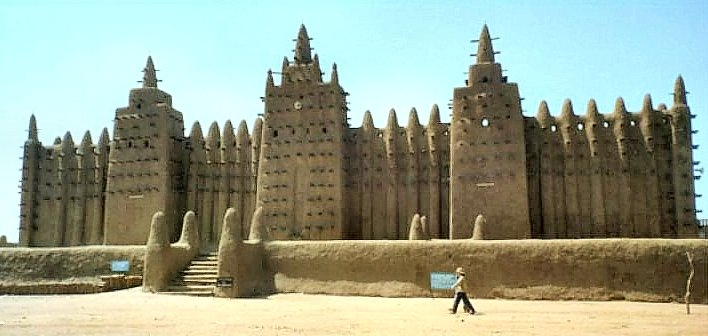
Dzsenné agyagból készült ősi mecsete

### Oktatási rendszer
A lakosság 70,5%-a (a 15 év felettieket nézve) analfabéta. A 25 év felettiek 82%-a nem járt iskolába.

### Kulturális intézmények

#### kulturális világörökség
Maliban helyi államok sokkal az európai hódítás előtt keletkeztek. Ezekben sajátos „szudáni” (száheli) építészet alakult ki. Ez a kulturális örökség indokolja, hogy az UNESCO világörökséggé nyilvánította a következő helyeket:
- Dzsenné óvárosa;
- Timbuktu mecsetei, mauzóleumai és templomai;
- Dogonok földje;
- Aszkia síremléke. (Askia vagy aszkija a Szongai Birodalom uralkodóinak címe volt, majd az uralkodó dinasztia tagjainak családnevévé vált).

### Művészetek

#### Építészet
Nyugat-Afrika építészetében egyedülállóak Mali kizárólag agyagból épült középkori mecsetei. Ezek egész sora látható például Timbuktuban, a 13-16. századi Mali Birodalom és Szonghai Birodalom fővárosában (Dzsingareiber mecset, Szankore mecset, Szidi Jahja mecsete).

### Hagyományok
- Női nemi szervek megcsonkítása

### Gasztronómia

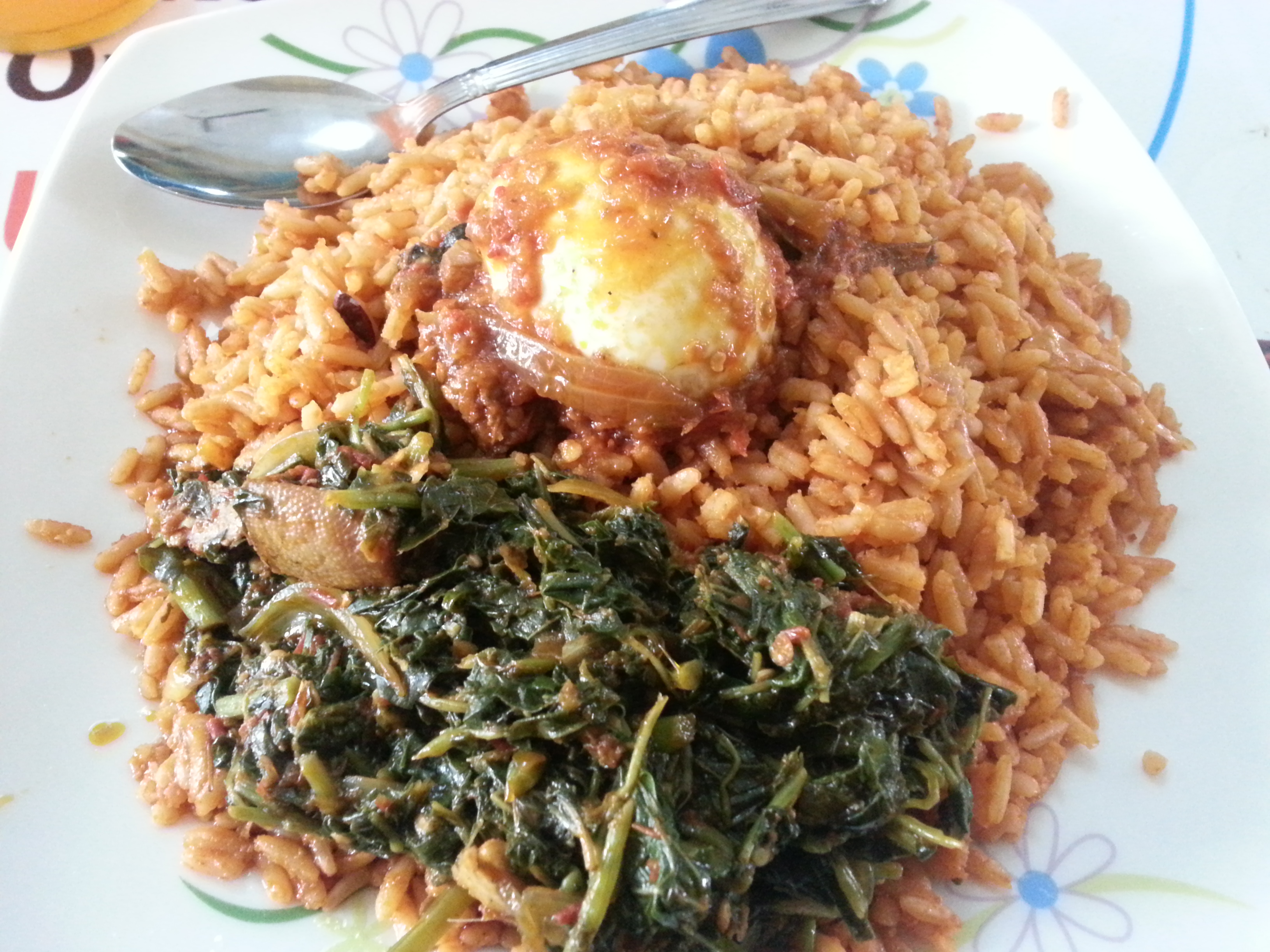
Az egyik nyugat-afrikai rizses specialitás a jollof, mely Maliban is jellemző.

Mali gasztronómiája jelentős mértékben a rizsen és kölesen alapul. Ezekhez levelekből készítenek mártást, pl. spenótból vagy pedig édesburgonyából, kenyérfalevélből esetleg földimogyoróból paradicsom hozzáadásával. Melléje húst is adnak, amely lehet marha, baromfi, birka, esetleg kecske.
Bár régiónként eltérők a kulináris sajátosságok, de elmondható, hogy Malinak tipikusan nyugat-afrikai a konyhája, mivel itt is általánosan fogyasztott étel a fufu vagy a jollof.

## Turizmus
Fő látnivalók:
- A világörökségi helyszínek (Dzsenné, Timbuktu, Bandiagara szirtjei, Aszkia síremléke)
- Bamako
- Nemzeti parkok (Boucle du Baoulé, Kouroufing)
- Fort de Medine (Kayes)
- A Niger (folyó)
- A régi mecsetek
- La Dune Rose

## Ünnepek
| Dátum          | Ünnep                                                                   |
| -------------- | ----------------------------------------------------------------------- |
| január 1.      | Újév                                                                    |
| január 20.     | A hadsereg napja                                                        |
| március 26.    | Moussa Traoré rezsimjének mártírjai                                     |
| május 1.       | A munka ünnepe                                                          |
| május 25.      | Afrika-nap, az Afrikai Egységszervezet (OAU) megalapításának emléknapja |
| szeptember 22. | A függetlenség napja                                                    |
| december 25.   | Karácsony                                                               |